# Jacques Remlinger
Jacques Remlinger, né le 3 janvier 1923 à Asnières (Seine) et mort le 10 octobre 2002 à Cubrial (Doubs), est un pilote de chasse français combattant lors de la Seconde Guerre mondiale au sein des Forces aériennes françaises libres. Selon Pierre Clostermann, avec lequel il accomplit plus de 200 missions, il aurait été l'un des deux pilotes qui ont mitraillé le véhicule du maréchal Erwin Rommel le 17 juillet 1944 en Normandie, le blessant grièvement.

## Biographie
D'origine alsacienne, son père est commerçant et possède une maison d'import-export en Angleterre. Jacques Remlinger fait ses études à Harrow.
En 1940, il suit une formation de pilote à l'école élémentaire de Sywell. Il s'engage alors dans la France libre à l'âge de 18 ans. Il sert d'abord au Groupe de chasse Alsace.
En 1941, il suit un entrainement à Rednal et est alors détaché dans la RAF au groupe de chasse 602 City of Glasgow, groupe que rejoint Pierre Clostermann en septembre 1943. Ils effectuent de nombreuses missions ensemble.
En mission avec un autre pilote de son groupe, le Néo-zélandais Bruce Oliver, le 17 juillet 1944 au-dessus de la Normandie, ils mitraillent sur la route Livarot-Vimoutiers, près du village de Sainte-Foy-de-Montgommery, une voiture allemande escortée par des motards. Un des motards de l'escorte est tué et le chauffeur est mortellement touché. La voiture fait une embardée et s'encastre contre un arbre, blessant grièvement à la tête le maréchal Rommel, dont c'était le véhicule et qui rentrait à son QG au château de la Roche-Guyon. Remlinger n'eut confirmation qu'en 1990 à l'ouverture des archives de la RAF, qu'il s'agissait de la voiture du maréchal allemand. Cette version ne fait cependant pas l'unanimité, car le mitraillage de la voiture est aussi attribué à d'autres aviateurs tels que Charley Fox (en) voire Johannes Jacobus Le Roux (en).
Contrairement au passage concernant les circonstances de sa mort dans le discours de Pierre Clostermann en hommage à Jacques Remlinger (ci-dessous), Rommel fut contraint au suicide par ordre de Hitler à la suite de sa participation supposée au complot du 20 juillet 1944.
Après guerre, Jacques Remlinger épouse une Anglaise et s'installe en Angleterre. Son fils Michael devient pilote dans la RAF.

## Décorations
- Commandeur de la Légion d'honneur[2],[5]
- Distinguished Flying Cross